# Eparchie balakovská
Eparchie Balakovo je eparchie ruské pravoslavné církve nacházející se v Rusku.

## Území a titul biskupa
Zahrnuje správní hranice území Balakovského, Duchovnického, Ivantejevského, Krasnopartizanského, Marxovského, Pereljubského a Pugačovského rajónu Saratovské oblasti.
Eparchiálnímu biskupovi náleží titul biskup balakovský a nikolajevský.

## Historie
Dne 24. března 2022 byla rozhodnutím Svatého synodu zřízena z části území pokrovské eparchie nová balakovská eparchie s hlavním chrámem ve městě Balakovo a druhým hlavním chrámem ve městě Pugačov (do roku 1918 město Nikolajevsk).
Stejného dne byla zařazena do saratovské metropole.

## Seznam biskupů
- od 2022 Varfolomej (Denisov)